# Mercado Bogyoke
El Mercado Bogyoke o bien el Mercado Bogyoke Aung San es un bazar importante ubicado en el municipio Pabedan en el centro de Rangún, Birmania (Myanmar). Conocida por sus calles empedradas y arquitectura colonial interna, el mercado es un importante destino turístico, dominado por tiendas de artesanía birmana y joyas, galerías de arte y tiendas de ropa. Bogyoke es un popular lugar para el cambio de divisas del mercado negro. El mercado también tiene una diversidad de tiendas para los compradores locales, con venta de medicamentos, alimentos, prendas de vestir y productos extranjeros.